# Бръш
Бръш (на английски: Brush) е град в окръг Морган, щата Колорадо, САЩ. Бръш е с население от 5117 жители (2000) и обща площ от 6,3 km². Намира се на 1289 m надморска височина. ЗИП кодът му е 80723, а телефонният му код е 970.